# Anna Nagyová
Anna Nagyová (* 1953), provdaná Mojžišová, je slovenská právnička. Byla osobní tajemnicí předsedy vlády Slovenské republiky Vladimíra Mečiara před i po rozdělení Československa. S průběhem jednání o vztazích mezi Slovenskou republikou a Českou republikou byla informována. A to i přes to, že jednání někdy probíhala pouze mezi Václavem Klausem a Vladimírem Mečiarem, tedy mezi čtyřma očima. Její vliv na Vladimíra Mečiara byl tak zásadní, že o ní novináři psali jako o „železné Anně“.

## Kariéra
Pracovala jako asistentka ředitele hotelu Bôrik, členka vedení Slovenské technické knižnice, členka vedení Slovenského zväzu bytových družstiev, dále od roku 1988 na Úřadu vlády, poté byla od ledna 1990 osobní tajemnicí předsedy vlády – nejdříve Milana Čiča, potom Vladimíra Mečiara.

### Éra Vladimíra Mečiara
Jako osobní tajemnice předsedy vlády Vladimíra Mečiara měla takový vliv, že by ho podle samotného Mečiara dovedla zničit do 24 hodin. Měla vliv v tajné službě a kontakty v byznysu i podsvětí.
Koncipientskou praxi vykonávala během práce na Úřadu vlády SR v Banské Bystrici, i když koncipientská praxe vyžaduje každodenní přítomnost a blízkost dohlížitele. Dohlížitelem byl JUDr. Juraj Koval, předseda klubu HC Banská Bystrica, kterému Úřad vlády SR udělil dotaci na stadion ve výši 1 mil. €.
Vypovídala před soudem v kauze Pavla Ruska.
Po odchodu z veřejných funkcí se vyhýbá mediím a v politice se neangažuje. Vykonává funkci předsedkyně dozorčí rady ve firmě SLOVAKOR INDUSTRY, a.s., kde je její manžel Ing. Marián Mojžiš předsedou představenstva.

## Rodina
Manžel Ing. Marián Mojžiš byl státním tajemníkem na slovenském ministerstvu hospodářství, poté byl v letech 1995–1998 generálním ředitelem firmy Petrimex a též působil i jako vládní zmocněnec pro hospodářskou spolupráci s Ruskou federací. Svatba proběhla 25. listopadu 2002 ve Zvolenu, rodišti o rok staršího partnera.

## Shoda příjmení a funkcí
V českém veřejném prostoru byla často zmiňována paní Nagyová, vedoucí kabinetu předsedy vlády. Jednalo se o Janu Nagyovou, která není v příbuzenském poměru s Annou Nagyovou.